# Муравьиный спирт
Муравьи́ный спирт — медикамент, 1,4%-ный раствор муравьиной кислоты в 70%-ном этаноле (этиловом спирте), реже в 96%-ном спирте.
Прозрачная бесцветная жидкость с запахом этанола, усиленным парами муравьиной кислоты.

## Фармакологическое действие
Местнораздражающее средство, оказывает «отвлекающее» действие. Возбуждает чувствительные рецепторы кожи, вызывает расширение сосудов, улучшает трофику тканей. При местном применении оказывает антисептическое и обеззараживающее действие, уничтожает грамположительные и грамотрицательные бактерии и вирусы. Обладает слабым дубящим эффектом.

## Показания
Для лечения невралгии, артралгии, миалгии, неспецифических моно- и полиартритов, периартрита, слабого фурункулёза, панариция, мастита. Для местной дезинфекции.

## Противопоказания
Препарат противопоказан при индивидуальной непереносимости. Не рекомендуется наносить препарат на раздраженные участки кожи.

## Режим дозирования
Наружно. Растирают кожу в области болезненности.

## Побочные эффекты
Гиперемия и зуд кожи, аллергические реакции.

## Другое применение
Применяется как суррогат алкогольного напитка.
Муравьиная кислота также входит в состав Первомура (С-4) — препарата для предоперационной обработки рук хирурга.
При случайном приеме препарата внутрь возможны: головокружение, головная боль, тошнота, рвота, гастралгия, нарушение функций сердечно-сосудистой системы, стимуляция или угнетение центральной нервной системы, нарушение зрения, циркуляторный коллапс, шок, в том числе с летальным исходом.
Лечение: следует немедленно обратиться к врачу. Рекомендуется промывание желудка, прием активированного угля, при необходимости — симптоматическая терапия.